# 帕哈罗斯岩岛

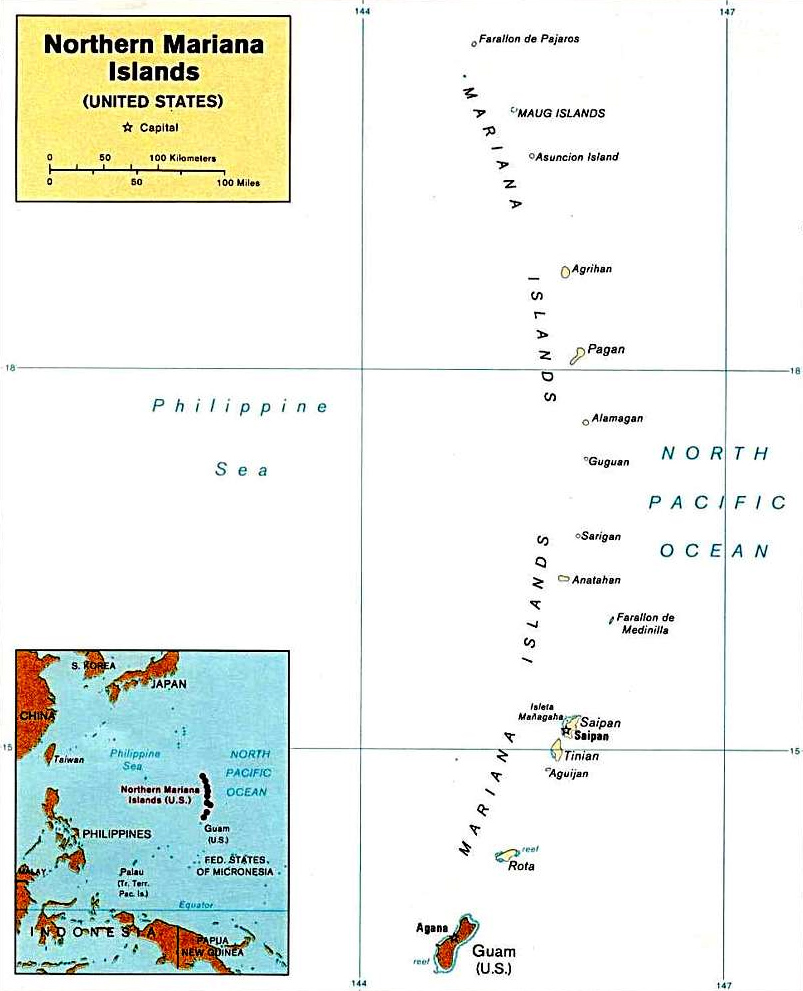
北马里亚纳群岛地图

帕哈罗斯岩岛（farallon de paharos，查莫罗语: Farallon de Pajaros) ，是马里亚纳群岛北端的岛屿。帕哈罗斯岩岛在西班牙语中直译是“鸟岩”的意思。该岛也称为“帕哈罗斯岛”或者“帕哈洛斯岛”。

## 摘要
帕哈罗斯岩岛位于北马里亚纳群岛的最北面，概略位置是北纬20度33分，东经144度54分。该岛位于塞班岛以北约600公里、南硫磺岛东南方约540公里、母岛东南方向约730公里处。在纬度上，比冲之鸟礁稍微北一点。
在圆锥型的无人活火山岛上，从500万年前开始形成火山，直到20世纪中期还有活跃的火山活动。最近的喷发发生在1967年和1989年。
面积约2平方公里，岛中央附近的山顶海拔为319米。土壤被熔岩和火山灰覆盖，存在极为有限的植被。海鸟多栖息，成为巢地。被指定为北方群岛野生动物保护区。
有传说称，加罗林群岛的原住民在航行菲律宾海时用这座岛屿的火山喷发代替灯塔。

## 交通
没有定期航班。只有往来塞班岛的船只或直升机的包机。

## 相关项目
- 马里亚纳群岛